# Mã Cảnh Đào
Mã Cảnh Đào (tiếng Trung: 馬景濤; sinh ngày 14 tháng 2 năm 1962) là một nam diễn viên người Đài Loan nổi tiếng nhất nhờ diễn xuất trong nhiều bộ phim truyền hình của Đài Loan, Trung Quốc đại lục và Singapore kể từ đầu thập niên 1990. Hầu hết những tác phẩm truyền hình nổi tiếng mà anh đóng đều thuộc thể loại võ hiệp và cổ trang. Một số vai diễn truyền hình nổi tiếng của anh có thể kể đến: Trương Vô Kỵ trong Ỷ Thiên Đồ Long ký (1994); Lã Động Tân trong Đông du ký (1999); Lệnh Hồ Xung trong Tiếu ngạo giang hồ (2000); Đa Nhĩ Cổn trong Hiếu trang bí sử (2002); Nỗ Nhĩ Cáp Xích trong Thái tổ bí sử (2005); Trụ Vương trong Phong thần bảng: Phượng minh Kỳ sơn (2007).

## Thân thế
Mã sinh ra và lớn lên ở Đài Trung, Đài Loan; anh là con thứ hai trong gia đình có 4 người con. Nguyên quán của anh nằm ở huyện Tuy Trung, Liêu Ninh, Trung Quốc. Anh theo học Trường trung học cơ sở quốc gia Đài Trung và tốt nghiệp khoa Phát thanh và truyền hình của Trường dạy nghề tin tức thế giới Đài Loan với một tấm bằng chuyên ngành báo chí.

## Sự nghiệp
Mã khởi nghiệp diễn xuất bằng những vai nhỏ trong các bộ phim truyền hình Đài Loan như Chồng cũ, Hiểu vụ và Tội ái, rồi có vai điện ảnh đầu tay trong Vãn xuân tình sự vào năm 1989. Cùng năm ấy, anh giành được đề cử giải Kim Chung Tưởng cho nam diễn viên xuất sắc nhất nhờ màn hóa thân Trương Trưởng Ký trong Xuân khứ xuân hựu hồi. Anh có lần đề cử giải Kim Chung Tưởng cho nam diễn viên xuất sắc nhất nữa vào năm 1990 với vai diễn La Chí Cương trong Tuyết kha.
Năm 1994, Mã thủ vai Trương Vô Kỵ cùng các bạn diễn nữ Hồng Kông Châu Hải My và Diệp Đồng trong bộ phim truyền hình võ hiệp Ỷ Thiên Đồ Long ký của Đài Loan, một bản chuyển thể từ tiểu thuyết võ hiệp cùng tên của Kim Dung. Năm 1998, anh nhận vai Lã Động Tân, một trong Bát Tiên của thần thoại Trung Hoa, trong bộ phim truyền hình Singapore Đông du ký. Năm 2000, anh đóng vai Lệnh Hồ Xung trong bộ phim truyền hình Singapore Tiếu ngạo giang hồ, một bản chuyển thể từ tiểu thuyết võ hiệp cùng tên của Kim Dung.
Mã trở nên thành danh hơn ở mảng truyền hình sau khi đóng vai vị nhiếp chính nhà Thanh Đa Nhĩ Cổn trong bộ phim truyền hình lịch sử Trung Quốc Hiếu trang bí sử vào năm 2002, phim dẫn đầu về lượt khán giả theo dõi khi lên sóng tại Trung Quốc đại lục và Đài Loan. Năm 2003, anh diễn vai hoàng tử nhà Thanh Dận Nhưng trong Hoàng thái tử bí sử. Anh còn thủ vai Nỗ Nhĩ Cáp Xích, vị tổ sáng lập triều Thanh trong bộ phim truyền hình Trung Quốc Thái tổ bí sử vào năm 2005.
Năm 2007, Mã đóng vai phản diện Trụ Vương trong Phong thần bảng: Phượng minh Kỳ sơn, một bộ phim truyền hình Trung Quốc năm 2007 chuyển thể từ tiểu thuyết kỳ ảo thần thoại Trung Quốc vào thế kỷ 16 là Phong thần diễn nghĩa. Năm 2012, anh xuất hiện trong vai Ngô Phù Sai ở bộ phim truyền hình lịch sử Trung Quốc Tây Thi bí sử. Năm 2016, anh tái thể hiện vai Lã Động Tân trong phim truyền hình web mang tên Đông Du Ký Chi Bát Tiên Phục Ma, được cho là bản làm lại của Đông du ký.

## Đời tư
Mã đã kết hôn hai lần. Cuộc hôn nhân đầu của anh là với người vợ Đường Vận (唐韻) và họ có một cô con gái tên Mã Thế Viện (馬世媛; sinh 1991). Sau khi ly dị Đường Vận vào năm 1993, anh tái hôn với nữ diễn viên Ngô Giai Ni (吳佳妮) vào năm 2007; cặp đôi ly dị vào năm 2017. Họ có với nhau hai người con là Mã Thế Thiên (馬世天) và Mã Thế Tâm (馬世心).
Trong những năm gần đây, Mã bị bắt gặp đi hát tại hội chợ, biểu diễn tại trung tâm thương mại để trang trải thu nhập. Tại một tiệc cưới, anh được cho là nhận được thu nhập khoảng 300.000 Nhân dân tệ.

## Danh sách phim

### Điện ảnh
| Năm  | Tựa phim                  | Tựa tiếng Trung | Vai diễn      | Ghi chú |
| ---- | ------------------------- | --------------- | ------------- | ------- |
| 1989 | Vãn xuân tình sự          | 晚春情事        |               |         |
| 1990 | Cảm ơn Tuế Nguyệt         | 感恩岁月        |               |         |
| 1991 | Minh nguyệt kỷ thì viên   | 明月几时圆      |               |         |
| 1994 | Hải giác nguy tình        | 海角危情        |               |         |
| 2012 | Ngọc kỳ lân Lư Tuấn Nghĩa | 玉麒麟卢俊义    | Lư Tuấn Nghĩa |         |
| 2015 | Bảo bối đối bất khởi      | 宝贝，对不起    |               |         |

### Truyền hình
| Năm  | Tựa phim                                                   | Tựa tiếng Trung              | Vai diễn                           | Ghi chú      |
| ---- | ---------------------------------------------------------- | ---------------------------- | ---------------------------------- | ------------ |
| 1984 | Tinh tinh đích cố hương                                    | 星星的故乡                   | Giang Di Bình                      |              |
| 1985 | Hiểu vụ                                                    | 晓雾                         |                                    |              |
| 1985 | Ngã môn đồ thị, giả sử thượng đương thích                  | 我们都是这样上当的           |                                    |              |
| 1985 | Tình ái tam chương chi đệ nhị chương: Hiệp lực xa tài kiến | 情爱三章之第二章：协力车再见 |                                    |              |
| 1985 | Dạ thị đông thiên                                          | 也是冬天                     |                                    |              |
| 1985 | Cô kiếm ân cừu ký                                          | 孤剑恩仇记                   | Thu Đông Ly                        |              |
| 1986 | Thực tập y sinh đích cố sự                                 | 实习医生的故事               |                                    |              |
| 1986 | Phượng Hoàn Sào 1986                                       | 1986凤还巢                   |                                    |              |
| 1986 | Nhất vạn lý ngoại                                          | 一万里外                     |                                    |              |
| 1986 | Lão thụ nùng âm                                            | 老树浓荫                     |                                    |              |
| 1986 | Đặc chủng Phương Lân                                       | 特种芳邻                     |                                    |              |
| 1986 | Tội ái                                                     | 罪爱                         |                                    |              |
| 1986 | Ngô đồng dạ vũ                                             | 梧桐夜雨                     | Khang Dĩ Chân                      |              |
| 1987 | Ỷ phu nhân đích cố sự                                      | 绮夫人的故事                 |                                    |              |
| 1987 | Chồng cũ                                                   | 前夫                         |                                    |              |
| 1987 | Lãnh nguyệt cô tinh kiếm                                   | 冷月孤星剑                   |                                    |              |
| 1987 | Hoa lạc xuân do tại                                        | 花落春犹在                   |                                    |              |
| 1988 | Ý loạn tình mê                                             | 意乱情迷                     | Phương Gia Trí                     |              |
| 1988 | Thùy sát liễu đại minh tinh                                | 谁杀了大明星                 | Dương Danh                         |              |
| 1989 | Xuân khứ xuân hựu hồi                                      | 春去春又回                   | Trương Trưởng Ký                   |              |
| 1989 | Duyên định kim sinh                                        | 缘定今生                     | Tống Á Luân                        |              |
| 1989 | Tình thâm vô oán vưu                                       | 情深无怨尤                   | Văn Lập Thần                       |              |
| 1990 | Tuyết kha                                                  | 雪珂                         | La Chí Cương                       |              |
| 1990 | Gia hữu quý phu                                            | 家有贵夫                     | Phong Phạm Cao                     |              |
| 1990 | Một hữu hợp ước đích ái tình                               | 没有合约的爱情               | Ngụy Trưởng Phong/ Ngụy Trưởng Lâm |              |
| 1990 | Mạt đại nhi nữ tình                                        | 末代儿女情                   | Đồng Thừa Ân                       |              |
| 1990 | Thích khách liệt truyện                                    | 刺客列传                     | Thái tử Đan                        |              |
| 1991 | Thất ức tân nương                                          | 七亿新娘                     | Lý Tường                           |              |
| 1992 | Hý thuyết từ hỷ                                            | 戏说慈喜                     | Túc Thuận                          |              |
| 1992 | Thanh thanh hà biên thảo                                   | 青青河边草                   | Hà Thế Vĩ                          |              |
| 1993 | Mai hoa tam lộng: Mai hoa lạc                              | 梅花三弄：梅花烙             | Hạo Trinh                          | [ 4 ]        |
| 1993 | Mai hoa tam lộng: Thủy vân gian                            | 梅花三弄：水云间             | Mai Nhược Hồng                     | [ 4 ]        |
| 1994 | Ỷ Thiên Đồ Long ký                                         | 倚天屠龙记                   | Trương Thúy Sơn/ Trương Vô Kỵ      | [ 4 ] [ 14 ] |
| 1994 | Nhân diện đào hoa                                          | 人面桃花                     | Thôi Hộ                            |              |
| 1995 | Hoàng Phi Hồng dữ thập tam di                              | 黄飞鸿与十三姨               | Tề Thiên Tứ                        |              |
| 1995 | Kim sinh kim thế                                           | 今生今世                     | Diệp Nhất Long/ Lưu Hàn Tinh       |              |
| 1995 | Bao thanh thiên chi hiệp cốt thần toán                     | 包青天之侠骨神算             | Thiệu Ung                          |              |
| 1996 | Tân long môn khách sạn                                     | 新龙门客栈                   | Chu Hoài An                        |              |
| 1996 | Tái kiến diễm dương thiên                                  | 再见艳阳天                   | Phương Hạ Sinh                     |              |
| 1996 | Kế trung kế trạng nguyên tài chi thâu thiên hoán nhật      | 计中计状元财之偷天换日       | Phó Kinh Dương                     |              |
| 1997 | Nùng bản đa tình                                           | 侬本多情                     | Bạch Lãng                          |              |
| 1997 | Thiên trưởng địa cửu                                       | 天长地久                     | Phó Tẩu Nam                        |              |
| 1998 | Đông du ký                                                 | 东游记                       | Lã Động Tân                        |              |
| 1998 | Minh thiên hữu nhĩ                                         | 明天有你                     | Lương Quang Lỗi                    |              |
| 1999 | Tiếu ngạo giang hồ                                         | 笑傲江湖                     | Lệnh Hồ Xung                       | [ 4 ] [ 14 ] |
| 2000 | Nại nà hoa                                                 | 奈何花                       | Hứa Đình Văn                       |              |
| 2000 | Tân thục sơn kiếm hiệp                                     | 新蜀山剑侠                   | Đinh Dẫn                           | [ 4 ] [ 14 ] |
| 2001 | Gia tộc lợi ích                                            | 家族利益                     | Liễu Sĩ Thân                       |              |
| 2001 | Di sơn đảo hải phiền lê hoa                                | 移山倒海樊梨花               | Tiết Đinh Sơn/Hạng Vũ              |              |
| 2001 | Tuyệt thế song kiều                                        | 绝世双骄                     | Bá Đao                             |              |
| 2002 | Hiếu trang bí sử                                           | 孝庄秘史                     | Đa Nhĩ Cổn                         |              |
| 2002 | Xuân hoa thu nguyệt                                        | 春花秋月                     | Lưu Chấn Bang                      |              |
| 2003 | Hoàng thái tử bí sử                                        | 皇太子秘史                   | Dận Nhưng                          |              |
| 2003 | Ái tại hữu tình thiên                                      | 爱在有情天                   | Trầm Du Nhiên                      |              |
| 2004 | Ma giới chi long châu                                      | 魔界之龙珠                   | Sát Mộc Long                       |              |
| 2004 | Vy nhĩ nhiên thiêu                                         | 为你燃烧                     | Văn Phong                          |              |
| 2005 | Thái tổ bí sử                                              | 太祖祕史                     | Nỗ Nhĩ Cáp Xích                    |              |
| 2005 | Phí thúy vương                                             | 翡翠王                       | Đường Ngọc Nhân                    |              |
| 2005 | Phong thần bảng: Phượng minh Kỳ sơn                        | 封神榜封神榜                 | Trụ Vương                          |              |
| 2008 | Đông quy anh hùng                                          | 东归英雄                     | Ác Ba Tích Mã                      |              |
| 2008 | Nhất lộ phu thê                                            | 一路夫妻                     | Khâu Anh Kiệt                      |              |
| 2011 | Tây Thi bí sử                                              | 西施秘史                     | Ngô Phù Sai                        |              |

## Kịch nghệ
| Năm  | Tựa kịch              | Tựa tiếng Trung | Vai diễn | Ghi chú |
| ---- | --------------------- | --------------- | -------- | ------- |
| 1992 | Thôi tiêu viên chi tử | 推销员之死      |          |         |
| 2008 | Như ảnh thùy hành     | 如影随行        |          |         |

## Giải thưởng và đề cử
| Năm  | Tựa phim              | Giải                                                 | Kết quả   |
| ---- | --------------------- | ---------------------------------------------------- | --------- |
| 1989 | Xuân khứ xuân hựu hồi | Giải Kim Chung Tưởng cho nam diễn viên xuất sắc nhất | Đề cử     |
| 1990 | Tuyết kha             | Giải Kim Chung Tưởng cho nam diễn viên xuất sắc nhất | Đề cử     |
| 2005 |                       | Liên hoan truyền hình - Nam diễn viên yêu thích      | Đoạt giải |
| 2012 |                       | Truyền hình An Huy - Giải thần tượng châu Á          | Đoạt giải |